# Yrjö Lindegren

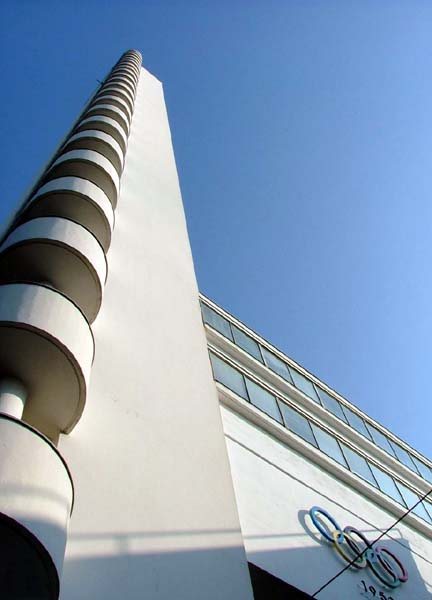
Der Turm des Olympiastadions in Helsinki

Yrjö Lorenzo Lindegren (* 13. August 1900 in Tampere, Russisches Kaiserreich; † 12. November 1952 in Helsinki) war ein finnischer Architekt.

## Leben
1925 schloss Lindegren sein Architekturstudium an der Technischen Universität Helsinki ab und gründete sein eigenes Architekturbüro.
Zusammen mit Toivo Jäntti entwarf Lindegren in den 1930er Jahren das Olympiastadion Helsinki für die Olympiabewerbung 1940. Die Olympischen Spiele wurden dann an Tokio vergeben, das Stadion in Helsinki wurde aber trotzdem errichtet und 1938 eingeweiht. 1938 wurden die Spiele von Tokio nach Helsinki verlegt, bevor sie dann nach Ausbruch des Zweiten Weltkriegs ganz abgesagt wurden. Erst bei den Olympischen Spielen 1952 wurde das Stadion tatsächlich als Olympiastadion genutzt. Bereits vorher wurde Lindegren selbst Olympiasieger. Bei den Olympischen Spielen 1948 in London wurde im Rahmen der Kunstwettbewerbe sein Entwurf für ein Leichtathletik-Stadion in Varkaus mit der Goldmedaille in der Kategorie Städtebauliche Entwürfe ausgezeichnet. 1937 hatte Lindegren bereits bei der Weltausstellung in Paris den Grand Prix für Architektur gewonnen.
In den 1940er Jahren arbeitete Lindegren zusammen mit Alvar Aalto und Viljo Revell an Plänen für den Wiederaufbau Finnlands nach dem Zweiten Weltkrieg.